# Hosangers kommun
Hosangers kommun (norska: Hosanger kommune) var en kommun i Hordaland fylke i västra Norge. Byn Hosanger på ön Osterøy utgjorde kommunens centralort.

## Administrativ historik
Hosangers kommun upprättades den 1 januari 1838 (som Hosanger formannskapsdistrikt) när Formannskapslovene från 1837 trädde i kraft. Kommunen omfattade då den norra delen av nuvarande Osterøy kommun, den östra delen av nuvarande Alvers kommun, hela nuvarande Modalens kommun samt ett område i den norra delen av nuvarande Vaksdals kommun.
Den 1 januari 1867, genom kunglig resolution, överfördes ett bebott område (med 28 invånare) från Voss kommun till Hosangers kommun.
Den 1 januari 1910 bröts Modalens kommun ut ur kommunen som då minskade från 3 345 invånare före delningen till 2 524 invånare efter. Den återstående delen omfattade den norra delen av nuvarande Osterøy kommun samt ett område i den östra delen av nuvarande Alvers kommun.
Den 1 januari 1964 upplöstes kommunen och delades. Området på ön Osterøy (med 1 616 invånare) fördes, tillsammans med delar av kommunerna Bruvik, Hamre och Haus, till den då nybildade Osterøy kommun, medan området norr om Osterfjorden (med 791 invånare) fördes, tillsammans med Alversunds kommun och delar av kommunerna Hamre, Modalen och Sæbø, till Lindås kommun (sedan den 1 januari 2020 en del av Alvers kommun). Kommunen hade vid delningen totalt 2 407 invånare.
Det finns uppgifter på att Hosangers kommun mellan 1838 och 1884 skulle ha ingått i en kommun med namnet Hammer og Hosanger men det tycks inte stämma om man tittar på dåtida kartor.